# St. Andreas (Wassermungenau)

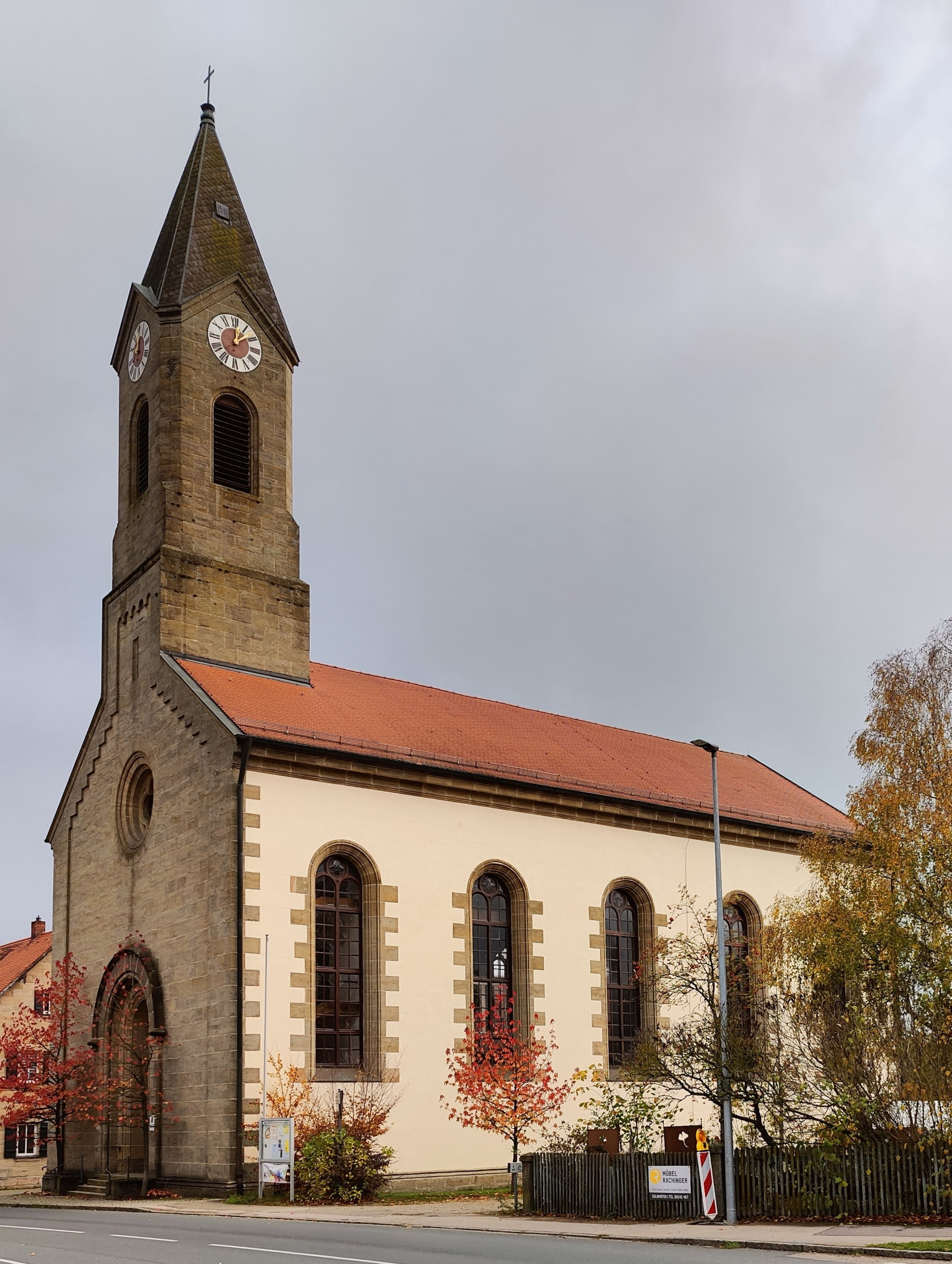
St. Andreas in Wassermungenau

St. Andreas ist eine nach dem Apostel Andreas benannte Kirche der evangelisch-lutherischen Kirchengemeinde Wassermungenau (Dekanat Windsbach) im mittelfränkischen Landkreis Roth. Mit über 30 Meter Gesamtlänge und über 600 Sitzplätzen ist sie die zweitgrößte Kirche im Dekanat Windsbach.

## Baubeschreibung und -geschichte

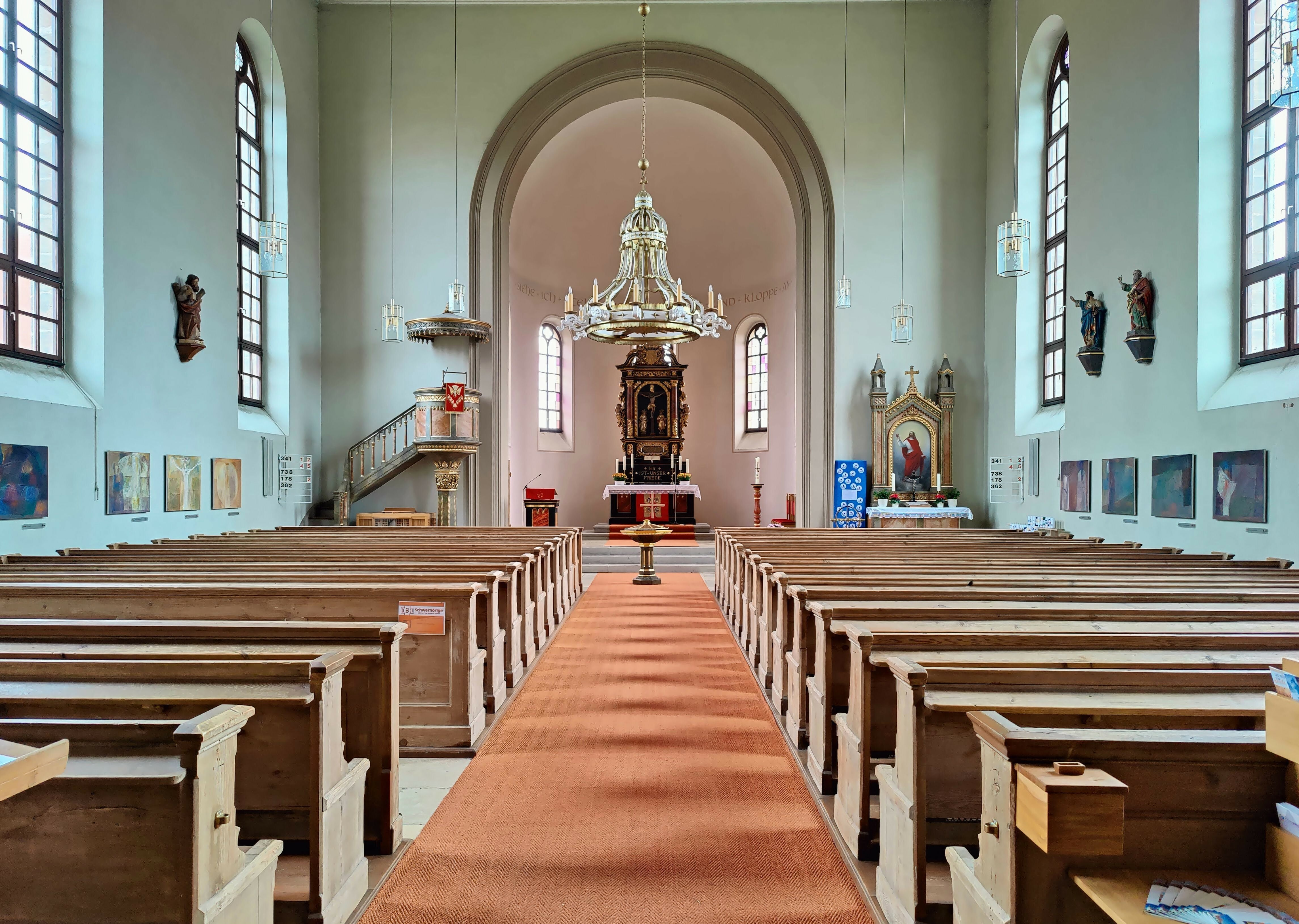
Innenraum (2022)

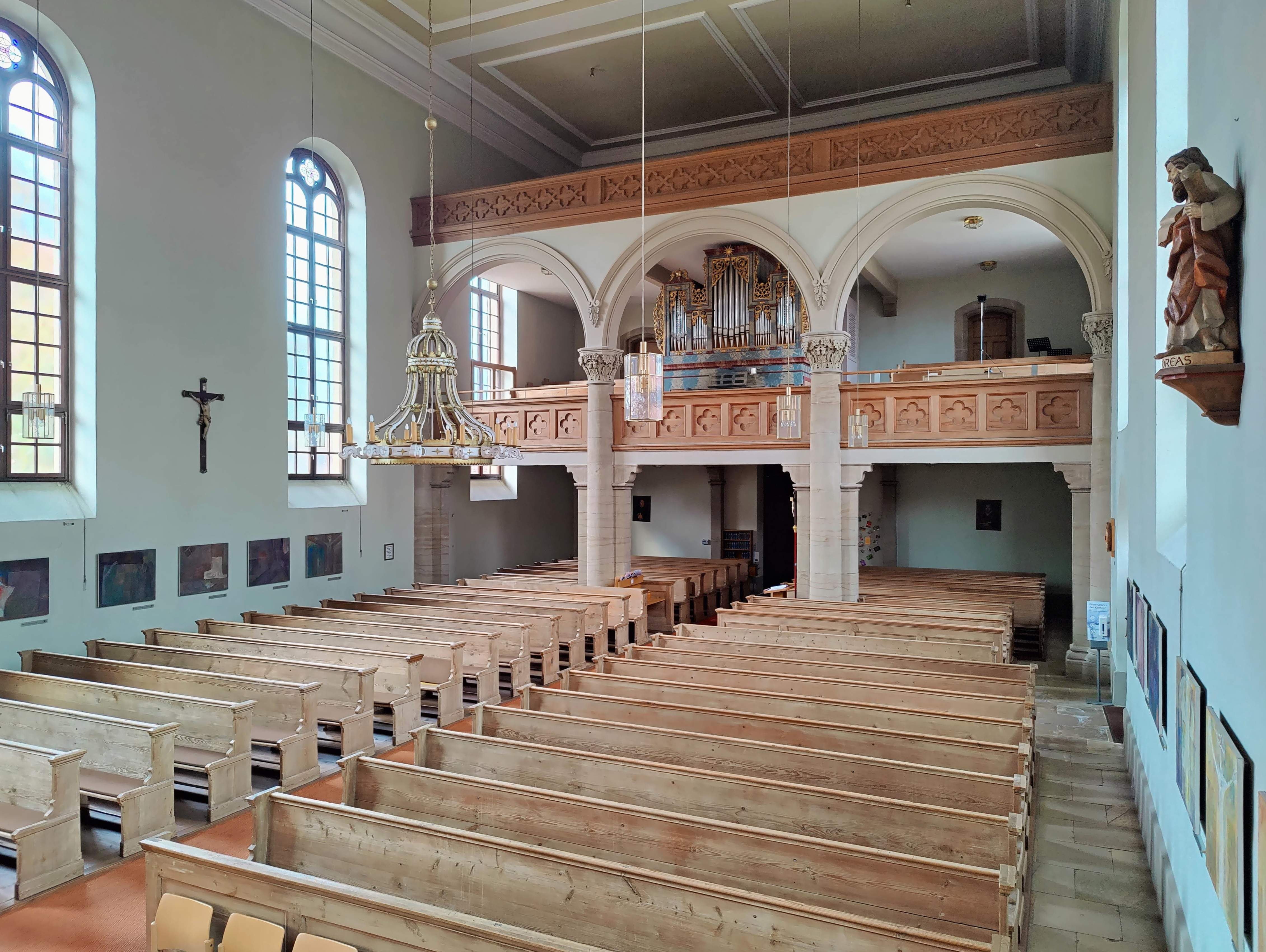
Blick zur Orgel

Die jetzige St.-Andreas-Kirche wurde von 1846 bis 1853 in neoromanischem Stil erbaut. Architekt war der Ansbacher Baumeister Leonhard Förtscher. Der ursprünglich für diese Kirche neu geschaffene Altar des Ansbacher Bildhauers Herterich, von dem auch die Kanzel stammt, ist heute ein Seitenaltar. Anstelle dieses Altars wurde der Barockaltar der alten Kirche übernommen, der 1712 von dem kaiserlichen Posthalter Friedrich Nebert gestiftet wurde.
Erwähnenswert aus dem Inventar ist vor allem die Totenkrone, ferner der Barockkelch aus dem Jahre 1665 sowie ein Kelch aus dem Jahre 1835 mit der Inschrift „Zur Ehre Gottes steh ich da, der beschützt hat vor der Cholera.“
1943 schnitzte ein Herr Fischer aus Nürnberg einen Kronleuchter im klassizistischen Stil. 1985 schuf die Selbitzer Schwester Christa Maria einen evangelischen Kreuzweg mit 13 Bildern, eine für evangelische Verhältnisse wohl einmalige Einrichtung. 1992 erhielt die Kirche eine neue Orgel der Firma Hey Orgelbau,  1993 neue Glocken und 1977 und 2002 Apostelfiguren. 2002 bis 2004 erfolgte eine umfassende Außen- und Innenrenovierung.

## Geschichte der Kirchengemeinde
Seit 1480 ist eine Kirchenstiftung für die St.-Andreas-Kirche bezeugt. Ob es zuvor auch schon eine Kirchengemeinde gab, kann aufgrund fehlenden Quellenmaterials nicht genau gesagt werden.
St. Andreas war ursprünglich eine Filiale der Pfarrei St. Margareta (Windsbach). Erst 1729 wurde es zur Pfarrei erhoben, die zunächst dem Dekanat Schwabach und ab 1810 schließlich dem neu gegründeten Dekanat Windsbach zugeordnet wurde.
Die Kirchengemeinde umfasst die Orte Beerbach, Bremenhof, Hergersbach,
Höfstetten, Hohenrad, Käshof, Pflugsmühle, Stiegelmühle, Theilenberg, Thonhof, Untereschenbach, Wassermungenau, Wernfels und Winkelhaid. Von 1977 bis 1993 gehörte St. Jakobus (Dürrenmungenau) zum Pfarrsprengel.
Außer der St.-Andreas-Kirche gibt es noch folgende Kirchengebäude:
- Bremen- und Käshof, St. Michael (Kapelle)
- Hergersbach, St. Otto (abgegangene Kirche)
- Untereschenbach, St. Nikolaus
- Thonhof, St. Katharinen (abgegangene Kirche)
- Winkelhaid, St. Marien (Kapelle)

### Pfarrer
- Pfarrer Thomas Lorenz (derzeitiger Pfarrer)

### Mitgliederentwicklung
| Jahr       | 1987 | 2009 |
| Mitglieder | 1200 | 1204 |